# Basommatophora
Basommatophora era un grupo taxonómico informal de caracoles incluido en el también informal de los pulmonados (Pulmonata).

## Taxonomía

### 1997
Taxonomía de los Gastropoda (Ponder & Lindberg, 1997): 
- Acroloxidae Thiele, 1931
- Amphibolidae J. E. Gray, 1840 - única especie Amphibola crenata
- Ancylidae
- Carychiidae Jeffreys, 1830
- Chilinidae
- Lancidae
- Latiidae
- Lymnaeidae Rafinesque, 1815
- Otinidae H. Adams & A. Adams, 1855
- Physidae Fitzinger, 1833
- Planorbidae Rafinesque, 1815
- Siphonariidae J. E. Gray, 1840
- Trimusculidae Zilch, 1959

### 2005
Taxonomía de Gastropoda (Bouchet & Rocroi, 2005):
- Superfamilia Amphiboloidea Gray, 1840
  - Familia Amphibolidae Gray, 1840
- Superfamilia Siphonarioidea Gray, 1827
  - Familia Siphonariidae Gray, 1827
  - † Familyia Acroreiidae Cossmann, 1893

Clado Hygrophila
- Superfamilia Chilinoidea Dall, 1870
  - Familia Chilinidae Dall, 1870
  - Familia Latiidae Hutton, 1882
- Superfamilia Acroloxoidea Thiele, 1931
  - Familia Acroloxidae Thiele, 1931
- Superfamilia Lymnaeoidea Rafinesque, 1815
  - Familia Lymnaeidae Rafinesque, 1815
- Superfamilia Planorboidea Rafinesque, 1815
  - Familia Planorbidae Rafinesque, 1815
  - Familia Physidae Fitzinger, 1833

### 2010
Desde hace poco, se considera como un grupo polifilético.
- Datos: Q587355
- Especies: Basommatophora